# Галеб (драма)
Галеб (рус. Чайка) драма је Антона Павловича Чехова написана између 1895 и 1896, а први пут изведена 17. октобра 1896. године на сцени петербуршког Александријског театра.
Драма Галеб представља прекретницу у развоју руске драме уз одступање од сценских традиционалних форми. Као "нова драма", Галеб носи промену која се првобитно огледа у одрицању од театралности и стишавању драматизма, при чему се богатство радње, збивања, карактеристичних за класичну драму, замењује богатством емоција и сменом расположења.
Драма је први пут изведена 1896. у Александријском позоришту у Петрограду. Међутим, публика, ненавикнута на 'нове форме', веома је лоше прихватила овај комад. Чехов сам, у једном свом писму каже: "Пишем са задовољством, мада страшно одступам од норми сцене. То је комедија у којој има три женске улоге, шест мушких, четири чина, пејзаж (поглед на језеро), много приче о књижевности, мало радње и гомила љубави."
У 'Галебу' се преплићу два основна извора конфликта: љубав и питања уметности. Јунаци драме, живећи са устаљеним навикама, у апатичној атмосфери кметовске Русије, једнако се врте у круговима својих несрећних живота, због неузвраћене љубави и личног неуспеха.
Галеб је једна од вансеријских представа Чехова у историји приказивања овог класика светске драмске литературе у Србији. Редитељ меша стилове и поступке од чина до чина и чини представу узбудљивом деконструкцијом и потресним театарским експериментом у којем се комбинује све: од ироничног отклона брехтијанског, преко реалистичке глуме, до унутрашњих сукоба главних ликова приказаних кроз физички покрет и мизансценску структуру.

## Ликови
- Ирина Николајевна Аркадина, по мужу Трепљева, глумица, 43 године
- Константин Гаврилович Трепљев, њен син, младић, 25 година
- Петар Николајевич Сорин, њен брат, 66 година
- Нина Михајловна Заречна, девојка, ћерка богатог поседника
- Илија Афанасијевич Шамрајев, поручник у пензији, управник код Сорина
- Полина Андрејевна, његова жена, Машина маћеха
- Маша, његова ћерка, 22 године
- Борис Алексејевич Тригорин, књижевник-белетриста
- Јевгеније Алексејевич Дорн, лекар, 55 година
- Семјон Семјонович Медведенко, учитељ
- Јаков, радник
- Кувар
- Собарица

## Радња

### Први чин
Радња се одвија на имању Петра Николајевича Сорина, где државни саветник у пензији живи са сином своје сестре — Константином Трепљевим. Његова сестра, Ирина Николајевна Аркадина, — позната глумица, гостује на имању са својим драгим — још познатијим белетристом Тригориним.
Трепљев се такође бави књижевним стваралаштвом: укућанима и гостима имања он спрема представу, свој позоришни комад, у ком ће једину улогу имати Нина Заречна — ћерка богатих поседника, суседа Сорина; она машта о сцени, али бављењу глумом, и позориштем, непримереном за девојке њеног сталежа, одлучно се противе родитељи. Константин, који је заљубљен у Нину, прави за њу у парку «позориште»: што је више био закуцани подијум, са завесом, али без задњег зида, што би била декорација, као поглед на језеро.
Међу гледаоцима је и управник имања Сорина, поручник у пензији, Шамрајев, његова жена — Полина Андрејевна и ћерка Маша, као и доктор Дорн. Један од гостију је и сусед Сорина, учитељ Медведенко, који пати од неузвраћене љубави према Маши; он завиди Трепљеву и Нини, који се, како се свима чини, воле, и покушава да изјави љубав Маши, али она, увек обучена у црно — у знак жалости за својим животом, не може да му узврати љубављу, јер одавно воли Константина.
На крају долази Заречна, сва у белом. Она говори текст у декадентском стилу (што одмах примећује Аркадина): «Људи, лавови, орлови и јаребице, рогати јелени, гусани, пауци…» — текст је чудан, код већине гледалаца изазива недоумице, а код Аркадине чак директан протест: она види у тој представи покушај Трепљева да подучи «како треба писати и шта се мора играти». Разљућен реакцијама, Константин прекида представу и одлази. Нина не иде за њим, већ остаје са гледаоцима и са задовољством прима комплименте посебно од стране Тригорина.

### Други чин
Исто то имање, после два дана. На терену за крокет, Дорн рецитује Аркадиној и Маши; Тригорин замишљен, пеца рибу на купалишту. Долази Нина, због имендана Сорина, и видевши живот на имању, чуди се како се тако мало познати људи у суштини разликују од обичних људи: позната глумица се секира и плаче због ситница и глупости, а познати писац, о ком пишу у свим новинама, по цео дан само пеца и радује се, када упеца две рибе. Нина је толико заљубљена у Тригорина, да су се њена осећања према Трепљеву потпуно охладила, па га и избегава. Сам Константин повезује ту промену са неуспехом његове представе: жене не праштају неуспех; он доноси Нини галеба, ког је убио, и обећава, да ће се он тако ускоро убити, — али код Нине признање Трепљева изазива само љутњу. Сада је њен идол — Тригорин, који пише невероватну прозу, па се њој више не свиђа Константинов начин изражавања својих мисли и осећања симболима: као на пример галеб — један у низу несхватљиви симбол. Константин покушава да јој изјави љубав, али када је видео да Тригорин долази, он се наљутио и отишао.
Тригорин жели да зна како живи и како гледа на свет 18-годишња девојка, — за Нину, која машта о слави, много је интересантније да зна како се осећају познати људи. За славу, она је спремна све да жртвује. Тригорин пак, своју славу никако не осећа, он осећа као терет сталну обавезу да пише, па и свој успех сматра преувеличаним; шта год да напише, стижу му само похвале: «мило, талентовано». Видевши галеба ког је убио Трепљев, Тригорин записује у своју књижицу сиже за малу причу о девојци, која је живела на обали језера, срећна и слободна, као галеб. «Али је случајно дошао човек, видео је и од доконости је убио, као ето тог галеба».

### Трећи чин
Прошло је недељу дана. Константин покушава да се убије, али неуспешно. Аркадина сумња да је љубомора пробудила жељу Константина да се убије, и спрема се за пут у Москву: што пре она одведе Тригорина, тим ће боље бити за све. Сорин, пак, сматра да једнострана осећања нису једини разлог Константинове несреће: «Млад човек, паметан, живи у селу, у недођији, без пара, без положаја, без будућности. Стиди се и боји своје празнине… Чини му се да је сувишан у кући, да само троши и да је бескористан». Сорин моли сестру да да Константину новац, да може да се обуче «као човек», оде у иностранство… Али за брата Аркадина нема новца.
Маша одлучује да се уда за Медведенка, да би прекинула са свим неузвраћеним осећањима према Трепљеву.
Одмах после Тригорина и Аркадине, у Москву одлучује да иде и Нина, да постане глумица. Она поклања Тригорину медаљон, на ком је изгравирана страница једне од његових књига; отворивши књигу на тој страни, Тригорин чита: «Ако ти некада затреба мој живот, дођи и узми га». Он жели да остане на имању, јер му се чини да је управо то осећање, оно које је он тражио целог живота. Тригорин отворено прича Аркадиној о својим осећањима и моли је да га пусти, али Аркадина не верује у озбиљност његових осећања, па га молбама и лепим речима на крају убеђује да одустане од Нине.
Константин се с мајком стално свађа због Тригорина, мрзи га јер му овај одузима Нинину љубав.
Пред сам полазак, он среће Нину и договара се с њом о тајном сусрету у Москви.

### Четврти чин
Прошло је две године. Сорину је већ шездесет осма, веома је болестан, али као и увек је пун жеље за животом. Медведенко и Маша су се одавно венчали и имају дете, али не и среће, као ни простог благостања у њиховом браку: Маша као и раније воли Константина и већи део времена проводи на имању Сорина, заборављајући и на мужа, и на дете.
Константин се пак као и пре бави својим уметничким књижевним стваралаштвом, позоришне комаде више не пише, али проза коју пише објављује се у престоничким часописима. Он прича Дорну о томе, што се десило са Нином после одласка у Москву: из везе с Тригориним се родило дете, али је убрзо умрло; Тригорин је престао да је воли и вратио се Аркадиној. На сцени је Нини било све горе и горе: глумила је много, али веома «грубо, неукусно и с урлицима». Писала је Трепљеву писма, али се никада није жалила. У писмима се потписивала као "Галеб“. Њени родитељи не желе да знају ништа о њој.
У госте, на имање, долазе Аркадина и Тригорин; у часопису, који доноси Константину, објављена је и његова и приповетка Трепљева.
Константин је и сам незадовољан тиме, што пише. Некада је маштао о «новим формама», а сада из досаде проналази масу разних шаблона и баналности у својим делима. «Шта год да напишем, — све је то суво, бездушно, мрачно».
У суседној соби се игра лото, а код Константина неочекивано долази Нина — разочарана, уморна, али која веру у свој таленат још није изгубила. Константин, као и обично, воли Нину: «Зовем вас, љубим земљу коју ви газите; где год погледам, свуда видим ваше лице…» Нина га не чује: из суседне собе до ње стиже глас Тригорина, ког воли још више него раније. Она још увек памти текст неуспелог позоришног комада Константина, — тај наивни текст се показао заувек везан за најсрећнији период њеног живота. Она сутра треба да иде у Јелец на представу у којој ће играти, а мораће ићи трећом класом, «с мушкарцима». Одједном, Константин моли Нину да га поведе са собом, али она не пристаје и одлази сама, те на растанку позива Трепљева да дође да је гледа, када постане велика глумица…
Оставши сам, Трепљев цепа своје рукописе. У суседној соби, где се игра лото, зачуо се звук, сличан пуцњу. Дорн, рекавши да је то највероватније пала чаша са етром из његовог прибора за прву помоћ, излази из собе, а када се вратио, замолио је Тригорина да одведе негде Ирину Николајевну, јер «Ради се о томе, да се Константин Гаврилович убио…»

## Анализа

### "Галеб" као психодрама
Психодрама, која је начелно облик групне психотерапије, одиграла је важну улогу у креативном процесу стварања представе "Галеб“. Одређене вежбе загревања, технике и поступци били су саставни део проба и практичне/акционе анализе текста/приче.
Појединци су могли да раде на личним темама повезаним с процесом или ликом и да истражују живот лика и односе који га детерминишу. Могли су да акционо истражују различите динамике које су се одвијале на нивоу групе и групног процеса у коме су се на посебан начин преплетала и спајала три процеса/динамике/нивоа – појединац (лични процес), група (групни процес) и лик/улога/ односи из Галеба (процес у којем се налази лик и динамика везана за статус одређеног лика у причи па и динамика везана за то коју и какву улогу одређени глумац игра).
У рефлексији/анализи самог процеса истакнуто је да се успостављају различите везе између сва три нивоа, а пре свега између индивидуалног и групног процеса глумаца те динамике у којој се налазе ликови у причи.
У групном раду, у интензивном групном процесу свет појединца почиње да се пресликава у групи. Група за сваког има специфичан значај, он на свој начин (према свом унутрашњем свету) доживљава групу и заузима одређену улогу, статус и функцију у њој; зато догађаји у групи почињу да утичу на појединца на специфичан начин.
У овом случају група се, осим с овим већ по себи комплексним процесом, сусрела и са трећим фактором – креативном анализом веза, рефлектовања тема и садржаја између живота глумаца и живота ликова – (условно речено) трећим нивоом, где су се проблеми, догађаји и теме појединца и групе рефлектовали или поклапали са причом драме и ликова, другим речима – како прича и појединачни ликови почињу да утичу на појединачног глумца, групу и индивидуални и групни креативни процес.
Значајан део процеса било је препознавање преплета између групе, појединца и тема процеса. Више пута се показало да то није случајно. Кризе глумаца често су биле последица урушавања, избледелости, померања граница, линија раздвајања између њих приватно и ликова. Нечији посебан статус у групи повезан је био са улогом коју игра у представи. Ствари из комада пресликавале су се и у групи и у појединцима. Разговором и практичним радом, пре свега психодрамом, покушало се са дистанце уочити зашто се одређене теме и проблеми јављају у одређеном тренутку, сагледати их и разрешити.

### Односи: Мајка-син
"Свако нешто крије."
"Свака будала може да се суочи са кризом, али оно што те стварно исцрпљује је свакодневни живот." (Чехов)
У делима Чехова, посебно у драмама, односи и психолошке скице су промишљени, заокружени и логични. Чехов је брижљив посматрач људског понашања, препознаје основна људска хтења, жеље и потребе. Након анализе која од 20. века може да осветли и перспективе различитих струја психологије, његова се детекција показује као тачна, не само на нивоу понашања ликова (бихевиористичка психологија) већ и у смислу мотивација, разлога и динамика везаних за његове ликове (на пример, психоанализа, дубинска психологија) и разлог су понашања која Чехов тако добро осликава.
У Галебу (као и у другим драмама) портретисани односи углавном извиру из блиских – породичних, романтичних и пријатељских веза, у којима су нада и очај као две стране медаље. Управо такве релације имају својство да клизе и неочекивано се претачу из екстремне љубави у мржњу и обрнуто. Ликови код Чехова изражавају потребу да воле и буду вољени; а и потребу да вређају, па су онда неизбежно и сами повређени. Чехов схвата да је нада насупрот очају директно везана за успех или неуспех у тим конфронтацијама.
Један од више разрађених, комплексних и занимљивих односа у Галебу свакако је однос мајке и сина – Аркадине и Костје. Аркадина својом грандиозношћу, успехом, етаблираношћу и понашањем утиче на Костјино проблематично самопоштовање и самопоуздање; њено присуство за њега је огледало властитог неуспеха, ништавности. Притом, није реч само о зависти; од пресудног значаја је и мајчино одбијање. Динамика односа се потпуно разоткрива у сцени трећег чина, где смо сведоци дубоке везе мајке и сина, а током њиховог разговора откривамо и на који начин Аркадина сина повређује и тиме му наноси трајну штету, што ће за њега на крају бити фатално. У току сцене дешава се прелаз од идеализације мајке ("Мама, ти имаш златне руке.") до мржње, увреда, намерног повређивања. Костја на почетку мајку моли да му промени завој, а на крају га сам развезује и кида. Њене златне руке истовремено су и отров који га уништава и сатире. Његов однос је типично амбивалентан – мајка му треба, жели њену љубав, упориште, сигурност, а мрзи је јер она није способна или не жели да му то пружи. Из супротности можда извиру и његова деструктивност, агресија – што је манифестација његовог потиснутог гнева и фрустрације. Обоје играју ту игру, обоје током разговора доживљавају неочекиване промене у осећањима према оном другом, промене које кулминирају у ерупцији увреда. Тешко је одредити ко од њих двоје иницира промену, а кад падне први ‘ниски ударац’, то је једнаког интензитета, градира на обема странама. На крају је Костја тај који мора да прихвати мајчине услове и жеље, Аркадина, пак, избегне синовљеве жеље и потребе. Видимо је у позицији моћи, доминације. У тој динамици страшан је насилни сукоб нежности и патолошке мржње; у изражавању емоција оба лика у афекту нецензурисано и махнито задају ударце једно другом. Тога постају свесни много касније, кад је све већ дубоко утиснуто у ткиво, болно и неповратно. Јасно је да такве сцене међу њима нису реткост, оне су део дуготрајне Костјине трауме, изазване мајчиним одбијањем. Сцена у 3. чину само је епизода, тек део у низу успостављеног модела и динамике – љубав/мржња – наставак тренутка мајчиног првог повлачења и синовљеве прве страшне дезилузије. Син моли, мајка га не чује. То је један од узрока Костјине патње, можда најопорији. На крају драме, пре но што изврши самоубиство, његова реплика није у вези с уметношћу, ни са љубављу према Нини. Не, он мисли и брине за мајку: "Неће бити добро, ако Нину неко сретне у башти и каже мами… То може узнемирити маму…"
Упркос томе што за Чеховљевог живота психоанализа још није постојала, његово дело, дакле и однос Костја–Аркадина, занимљиво је поставити у перспективу психоанализе и неких теорија унутар ње. Концепт "несвесног" у време Чехова није био раширен, не зна се је ли га упознао, а кроз призму психоанализе његове драме се и те како дотичу несвесног. Ликови су мотивисани и проклети утицајем унутрашњих сила (рецимо, Нина и Тригорин, који подлежу власти незаустављивих сила љубави и страсти; по Јунгу архетип проради кад их обузме Анима и анимус).

### Контекст уметности 20. века
- "Нове књижевне форме увек производе нове животне форме и зато су оне тако пуне бунта према конзервативном људском мишљењу."
- "Писати или глумити, а у исто време бити свестан да не радиш како треба, то је свакодневна појава, а за почетнике веома корисна. (…) А друго, једном за свагда треба да се ослободите страха од успеха или неуспеха. Нека вас то не брине. Ваш задатак је да играте, из дана у дан, тихо и сабрано, да будете спремни на грешке, да истрајете у свом глумачком изразу." (Чехов)
- "Потребне су нове форме. Нове форме су потребне, а ако их нема - онда ништа нема. (…) Живот не треба приказивати онакав какав је, нити онакав какав треба да буде, него онакав какав се јавља у сновима." (Костја у Галебу)
- "Уметничко дело мора да има јасну, одређену мисао. Ви морате знати зашто пишете, јер, иначе, ако кренете тим живописним путем без одређеног циља, ви ћете залутати и ваш таленат ће вас упропастити, убити." (Дорн у Галебу)

У инсценацијском смислу, није реч само о игрању Чехова, већ о столећу уметности после њега, кроз чију призму можемо боље да схватимо његово визионарство. Није могуће игнорисати све промене у уметности од Чехова наовамо; на Чехова можемо да се осврнемо само кроз оно што данас јесмо. Један од чина се бави прелазом из 19. у 20. век и уметничким раздобљима и формама које су се у то време развиле. Од импресионизма изражајно се помера преко експресионизма све до постмодернизма и концептуалне уметности, укључујући перформанс и хепенинг. Питање нових и старих форми, које Костја поставља у првом чину, инсценацијски се ослања и разиграно кокетира с уметничким праксама прошлог столећа.

Сама представа на нивоу форме пропитује оно што заокупља ликове у причи Чехова и према позоришту, глуми, стваралаштву, уметности заузима различите ставове. Представа је пропитивање о томе шта је стваралаштво и шта радити са савременом уметношћу. Може ли се искорачити из оквира ако постоји страх од погрешке? Грешка и слобода уметничког потеза – где императив резултата није примаран – то до чега Костја долази у четвртом чину ("Ја све више долазим до уверења да није реч о старим или новим формама, него да човек треба да пише не мислећи ни на какве форме, да пише тако да му речи просто теку из душе"), једини су пут који може да превазиђе старо и наговести ново. Мишљу и пресијом новим формама немогуће је изаћи из претпостављеног оквира. Дакле, како себи допустити погрешку, инкорпорирати је у креацију као саставни део, како себи допустити да будеш (не)трансгресиван, (не)занимљив, (не)иновативан, (не)артикулисан, (не)провокативан, (не)искрен… и какав је оквир потребан да све те погрешке постану стваралачки чин? Марсел Дишан је управо овим последњим изазвао револуцију уметности и њоме обележио читаво 20. столеће.
- Галеб Антона Чехова; режија Томи Јанежич; Драма Српског народног позоришта, Нови Сад, 2012/13. Фотографије су део фото збирке СНП-а.
- „Галеб", Драма СНП-а, Нови Сад, 2012/13
- „Галеб”, Драма СНП-а, Нови Сад, 2012/13; Јасна Ђуричић
- „Галеб”, Драма СНП-а, Нови Сад, 2012/13; Денеш Дебреи, Драгиња Вогањац
- „Галеб”, Драма СНП-а, Нови Сад, 2012/13; Борис Исаковић, Јасна Ђуричић, Борис Лијешевић

## Екранизација
| Година | Земља                    | Назив                | Режисер            | У улогама | Напомена                                          |
| ------ | ------------------------ | -------------------- | ------------------ | --- | ------------------------------------------------- |
| 1968   | САД Уједињено Краљевство | Галеб (The Sea Gull) | Сидни Лумет        | Џејмс Мејсон (Тригорин), Ванеса Редгрејв (Нина), Симон Сињоре (Аркадина), Дејвид Ворнер (Трепљев), Хари Ендруз (Сорин), Денхолм Елиот (Дорн)                                             | Филм по мотивима позоришне представе Сидни Лумета |
| 1970   | Совјетски Савез          | Галеб ("Чайка")      | Јулиј Карасик      | Аља Демидова (Аркадина), Владимир Четвериков (Трепљев), Николај Плотников (Сорин), Људмила Савељева (Нина), Јуриј Јаковљев (Тригорин), Армен Џигархањан (Шамрајев), Јефим Копељан (Дорн) | Мосфилм                                           |
| 1977   | Италија                  | Галеб (Il gabbiano)  | Марко Белокио      | Лаура Бети (Аркадина), Памела Вилорези (Нина), Ремо Џироне (Трепљев), Ђулио Броги (Тригорин)                                                                                             |                                                   |
| 2005   | Русија                   | Галеб                | Маргарита Терехова | Маргарита Терехова (Аркадина), Александар Терехов (Трепљев), Јуриј Соломин (Сорин), Ана Терехова (Нина), Андреј Подошјан (Шамрајев), Андреј Соколов (Тригорин)                           |                                                   |

- 2003 (Немачка; реж. Gilbert Beronneau)
- 2003 (Француска—Канада; реж. Claude Miller)
- 2007 «Nachmittag» (Немачка; реж. Ангела Шанелек)
- 2010 — Планирана екранизација представе Јана Риксона у Ројал Корту